# 化身 (曲)
『化身』（けしん）は、福山雅治24枚目のシングル。2009年5月20日発売。制作はユニバーサルJ、発売・販売元はユニバーサルミュージック。

## 解説
前作「想 -new love new world-」からおよそ7ヶ月ぶりとなるシングル。2005年に発売された「東京」以来4年ぶりとなるドラマ主題歌となった。
発売タイプは初回限定 祝20周年突入!! スペシャル・タオル付 盤、初回限定DVD盤、通常盤3タイプでの発売。スペシャル・タオル付 盤はタオルが封入されているのに加えて、ボーナス・トラックとして福山のデビュー曲「追憶の雨の中」のライヴ音源を収録している。初回限定DVD盤は「化身」のMusic Clipを収録したDVD付となっている。シングル発売後に「化身」がライヴで演奏されるとファンはこのタオルを使用して盛り上がっていた（福山はこれを“タオル・プレイ”と呼んでいた）。
ジャケット写真は蜷川実花が撮影し、発売タイプですべて異なるものを採用している。この頃、福山はNHK大河ドラマ『龍馬伝』に出演するためパーマをあてて髪を伸ばしていたが、その姿が母親そっくりだったため「母親に『化身』した」と自身でネタにしていた。
オリコンチャートは、2006年に発売された「milk tea／美しき花」以来となる3年ぶり通算10作目の1位獲得となった。

## 収録曲
全作詞・作曲：福山雅治

### 通常盤
1. 化身
（編曲：福山雅治、井上鑑）
フジテレビ系土曜ドラマ『魔女裁判』主題歌。
テーマは“男の人生”。歌詞は3回ほど書き直したという[11]。バックトラックを完成させてから歌詞を書き始め、歌入れを行っては歌詞を修正するという作業を繰り返したため、かなりの制作時間を費やしている。サウンド面ではロックテイストにオリエンタル感漂うアレンジを施している。
使用ギターはフェンダー・ジャズマスター '64。
2. 道標
（編曲：福山雅治、井上鑑）
日本テレビ系『NEWS ZERO』エンディングテーマ。WOWOW連続ドラマW『プラチナタウン』主題歌（2012年）。
タイアップ先である報道番組『NEWS ZERO』からの依頼を受けて“命”をテーマにして制作した。歌詞に登場する“その手”や“あなた”は福山の祖母をイメージして書かれている。また“この弓形に続く線路”とは、祖母の家を訪ねる際に利用していた路線であり、車両は国鉄 キハ66・67系（車体色は朱色とクリーム色）である[12]。当初ストックしてあった楽曲に詞をのせようとしていたが、歌いたいテーマと楽曲のメロディーがあまり合わないと感じたため、2008年11月頃に新たに楽曲を制作したという。CD化するにあたって歌が一部録り直されているため、TVでオンエアされていたものとは若干異なっている。
使用ギターはギブソン・J-50 '59、フェンダー・ジャズマスター '64。
2010年に発売されたベスト・アルバム『THE BEST BANG!!』では「道標 2010」としてリテイクされている。『第61回NHK紅白歌合戦』にパシフィコ横浜 展示ホールから生中継で出場し、「道標」を宮本笑里によるヴァイオリン演奏も加わった「道標 2010」スタイルで披露した[13]。『第72回NHK紅白歌合戦』では、白組トリで「道標 ～紅白2021ver.～」として披露し、2022年2月6日に「道標 2022」としてダウンロード・ストリーミング配信が開始された[14]。
3. KISSして
（編曲：福山雅治、井上鑑）
2007年にKOH+として発売されたシングル「KISSして」のセルフカバー。原曲よりテンポが速くなっている。
演奏はスタジオ・ライヴ形式でほぼ一発録り。こなれた歌い方にならないように敢えてシンプルに歌うよう心掛けたという。
4. 化身 (Original Karaoke)
5. 道標 (Original Karaoke)
6. KISSして (Original Karaoke)

### 初回限定DVD盤

#### CD
1. 化身
2. 道標
3. KISSして
4. 化身 (Original Karaoke)
5. 道標 (Original Karaoke)
6. KISSして (Original Karaoke)

#### DVD
- 化身 (Music Clip)

監督は黒田秀樹。

### 初回限定 祝20周年突入!! スペシャル・タオル付 盤
1. 化身
2. 道標
3. KISSして
4. 追憶の雨の中 福山☆冬の大感謝祭 其の九 ライヴテイク
（補作曲：佐野日出夫）
1990年に発売されたデビュー・シングルのライヴ音源。2006年頃からデビュー20年目のシングルには「追憶の雨の中」のライヴ音源を収録したいと思っていたという。今回収録するにあたってこれまでのライヴ音源から良いものを収録しようと音源を聴き直したところ、演奏が年々よくなっているということで発売時点での最新ライヴ音源を採用した。
5. 化身 (Original Karaoke)
6. 道標 (Original Karaoke)
7. KISSして (Original Karaoke)

## ミュージシャン
| 化身 - Vocal & Guitar:FUKUYAMA MASAHARU - Keyboards:INOUE AKIRA - Drums:YAMAKI HIDEO - Bass:MIKUZUKI CHIHARU - Trumpet:NISHIMURA KOJI / SUGASAWA MASAHIKO - Trombone:MURATA YOICHI / HIROHARA MASANORI - Saxophone:YAMAMOTO TAKUO - Programming:MOHRI YASUSHI 道標 - Vocal & Guitar:FUKUYAMA MASAHARU - Keyboards:INOUE AKIRA - Drums:YAMAKI HIDEO - Bass:TAKAMIZU KENJI - Guitar:KON TSUYOSHI | KISSして - Vocal, Guitar & Blues Harp:FUKUYAMA MASAHARU - Keyboards:INOUE AKIRA - Drums:YAMAKI HIDEO - Bass:MIKUZUKI CHIHARU - Guitar:OGURA HIROKAZU 追憶の雨の中 福山☆冬の大感謝祭 其の九 ライヴテイク - Vocal & Guitar:FUKUYAMA MASAHARU - Keyboards:INOUE AKIRA - Drums:YAMAKI HIDEO - Bass:MIKUZUKI CHIHARU - Guitar:OGURA HIROKAZU / KAMATA GEORGE - Percussion:MATARO - Trumpet:NISHIMURA KOJI - Trombone:MURATA YOICHI - Saxophone:YAMAMOTO TAKUO - Violin:KINBARA CHIEKO - Chorus:TSUBOKURA YUIKO / TANAKA YUKIKO |

## カバー作品
道標
- 岡本知高 - （2009年8月19日、シングル「道標」）[15]